# الرياحات (لخوالقة)
الرياحات هي إحدى مشيخات المملكة المغربية، تتبع جغرافيا لإقليم اليوسفية وإداريًا للخوالقة. يقدر عدد سكانها بـ 6347 نسمة حسب الإحصاء الرسمي للسكان والسكنى لسنة 2004.